# Esplanade du Général-Casso
L'esplanade du Général-Casso est une voie située dans le quartier des Ternes du 17e arrondissement de Paris.

## Situation et accès
Située au centre de la place Jules-Renard, face au quartier général de la brigade des Sapeurs-Pompiers de Paris, porte de Champerret, l'esplanade du Général-Casso est desservie par la ligne 3 à la station Porte de Champerret.

## Origine du nom

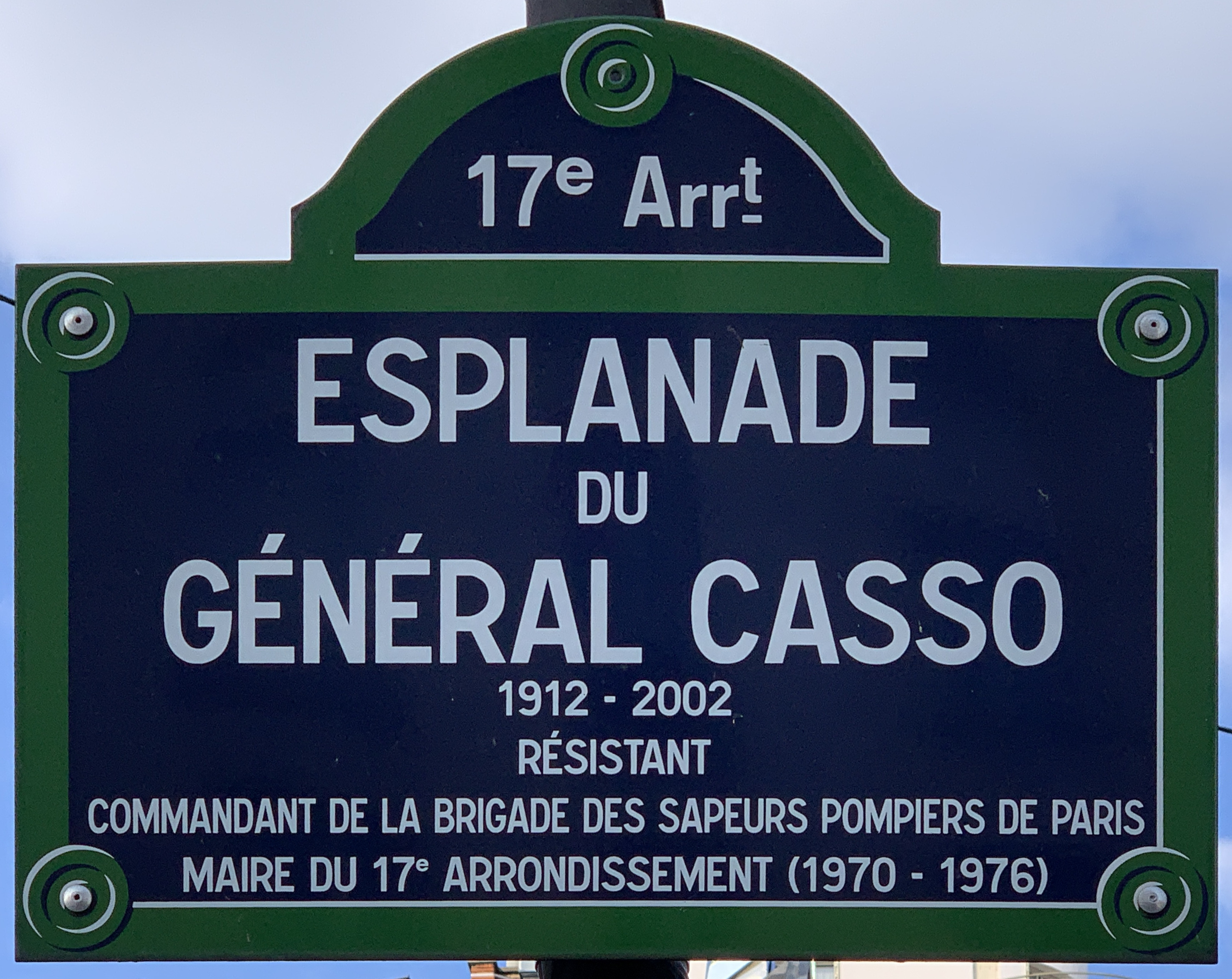
Plaque de l'esplanade.

Elle porte le nom du général Abdon Robert Casso (1912-2002) premier commandant de la brigade des Sapeurs-Pompiers de Paris.

## Historique
Située au centre de la place Jules-Renard, ouverte sur l'emplacement du bastion no 49 de l'enceinte de Thiers, la voie a pris sa dénomination actuelle le 8 octobre 2011,

## Bâtiments remarquables et lieux de mémoire
- La caserne Champerret des sapeurs-pompiers de Paris et son état-major.

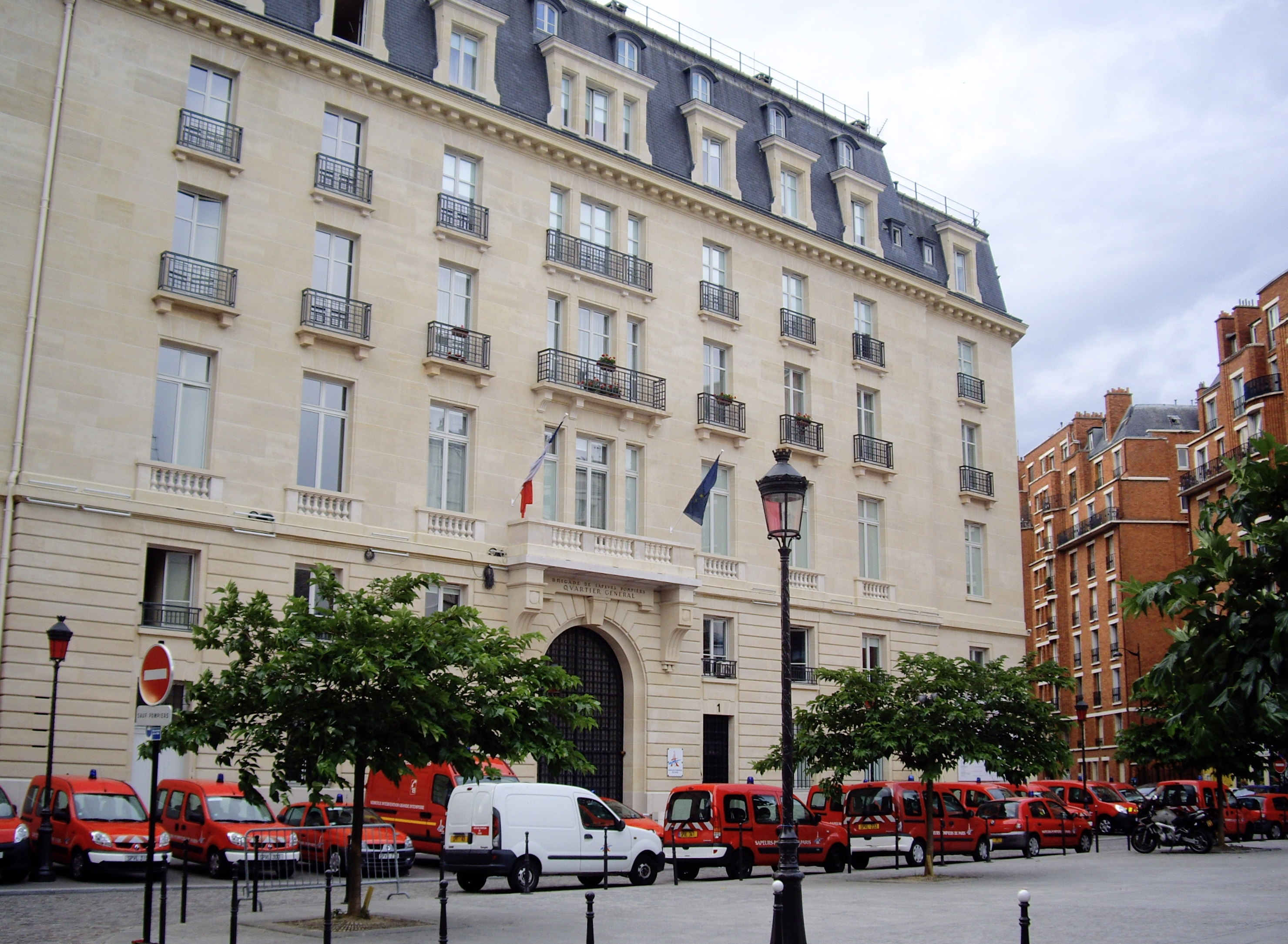
La caserne des sapeurs-pompiers de Paris.